# Papa John Joseph
„Papa“ John Joseph (* 27. November 1877 in St. James Parish; † 22. Januar 1965 in New Orleans) war ein US-amerikanischer Musiker und einer der frühen Kontrabassisten des New Orleans Jazz.

## Leben und Wirken
Papa John Joseph spielte seit seinem vierzehnten Lebensjahr Bass, vor allem in einer aus Streichern bestehenden Familien-Band. Auch wirkte er bei Kid Ory in Lutcher (Louisiana) und zog 1906 nach New Orleans. In den nächsten Jahren trat er mit der Band von Claiborne Williams auf, bevor er Mitglied des Original Tuxedo Orchestra wurde. Ebenso wie sein jüngerer Bruder Willie „Kaiser“ Joseph spielte er dann im Storyville-Bezirk bis zu dessen Schließung 1917. Später betrieb er im Hauptberuf einen Frisörsalon.
Seine Erinnerungen an den in der Nähe lebenden Buddy Bolden bilden einen Teil des Buchs von Donald Marquis, In Search of Buddy Bolden. Joseph wirkte im Bereich des Jazz zwischen 1962 und 1964 bei 18 Aufnahmesessions mit, u. a. mit Punch Miller und George Lewis and His New Orleans All Stars mit denen er 1963 in Japan auftrat. In seinen letzten Jahren spielte er in der Preservation Hall, wo er nach einem Basssolo über When the Saints Go Marching In bei einem Auftritt zusammenbrach.